# Nuoto ai Giochi della XXX Olimpiade - 200 metri rana maschili
La gara dei 200 metri rana dei Giochi della XXX Olimpiade si è svolta il 31 luglio e il 1º agosto 2012. Hanno partecipato 34 atleti.
La gara è stata vinta da Dániel Gyurta con il tempo di 2'07"28 (nuovo record mondiale), mentre l'argento e il bronzo sono andati rispettivamente a Michael Jamieson e a Ryō Tateishi.

## Formato
Gli atleti competono in due turni eliminatori; i migliori sedici tempi delle batterie si qualificano alla semifinale, mentre i migliori otto di queste ultime accedono alla finale.

## Record
Prima della competizione, i record olimpici e mondiali erano i seguenti:
| Record mondiale | 2'07"31 | Christian Sprenger Australia | Roma, Italia 30 luglio 2009  |
| Record olimpico | 2'07"64 | Kōsuke Kitajima Giappone     | Pechino, Cina 14 agosto 2008 |

## Programma
| Data      | Ora (BST/UTC+1) | Turno      |
| --------- | --------------- | ---------- |
| 31 luglio | 10:40           | Batterie   |
| 31 luglio | 20:20           | Semifinali |
| 1º agosto | 19:30           | Finale     |

## Risultati

### Batterie
| Pos. | Batteria | Corsia | Nome                    | Nazione       | Tempo   | Note         |
| ---- | -------- | ------ | ----------------------- | ------------- | ------- | ------------ |
| 1    | 3        | 4      | Dániel Gyurta           | Ungheria      | 2'08"71 | Q            |
| 2    | 3        | 6      | Michael Jamieson        | Gran Bretagna | 2'08"98 | Q,           |
| 3    | 5        | 3      | Andrew Willis           | Gran Bretagna | 2'09"33 | Q            |
| 4    | 4        | 4      | Ryō Tateishi            | Giappone      | 2'09"37 | Q            |
| 5    | 5        | 4      | Kōsuke Kitajima         | Giappone      | 2'09"43 | Q            |
| 6    | 4        | 3      | Clark Burckle           | Stati Uniti   | 2'09"55 | Q            |
| 7    | 3        | 5      | Scott Weltz             | Stati Uniti   | 2'09"67 | Q            |
| 8    | 5        | 2      | Giedrius Titenis        | Lituania      | 2'10"36 | Q            |
| 9    | 4        | 7      | Vjačeslav Sin'kevič     | Russia        | 2'10"48 | Q            |
| 10   | 3        | 2      | Glenn Snyders           | Nuova Zelanda | 2'10"55 | Q            |
| 11   | 5        | 5      | Marco Koch              | Germania      | 2'10"61 | Q            |
| 12   | 5        | 6      | Laurent Carnol          | Lussemburgo   | 2'10"83 | Q            |
| 13   | 2        | 4      | Scott Dickens           | Canada        | 2'10"95 | Q            |
| 14   | 4        | 2      | Tales Cerdeira          | Brasile       | 2'11"05 | Q            |
| 15   | 5        | 7      | Brenton Rickard         | Australia     | 2'11"41 | Q            |
| 16   | 4        | 5      | Christian vom Lehn      | Germania      | 2'11"66 | Q            |
| 17   | 3        | 8      | Matti Mattsson          | Finlandia     | 2'11"81 |              |
| 18   | 5        | 1      | Lennart Stekelenburg    | Paesi Bassi   | 2'12"02 |              |
| 19   | 4        | 6      | Henrique Barbosa        | Brasile       | 2'12"05 |              |
| 20   | 4        | 1      | Ákos Molnár             | Ungheria      | 2'12"42 |              |
| 21   | 2        | 5      | Sławomir Kuczko         | Polonia       | 2'12"51 |              |
| 22   | 3        | 1      | Ihor Borysyk            | Ucraina       | 2'12"61 |              |
| 23   | 2        | 2      | Tomáš Klobučník         | Slovacchia    | 2'13"40 |              |
| 24   | 4        | 8      | Yannick Kaeser          | Svizzera      | 2'13"49 |              |
| 25   | 3        | 7      | Choi Kyu-Woong          | Corea del Sud | 2'13"57 |              |
| 26   | 2        | 3      | Christian Schurr Voight | Messico       | 2'14"16 |              |
| 27   | 3        | 3      | Panagiōtīs Samilidīs    | Grecia        | 2'14"82 |              |
| 28   | 1        | 4      | Irakli Bolkvadze        | Georgia       | 2'15"86 |              |
| 29   | 2        | 7      | Hunor Mate              | Austria       | 2'15"98 |              |
| 30   | 2        | 6      | Nuttapong Ketin         | Thailandia    | 2'16"07 |              |
| 31   | 2        | 1      | Jakob Jóhann Sveinsson  | Islanda       | 2'16"72 |              |
| 32   | 1        | 5      | Dmitrii Aleksandrov     | Kirghizistan  | 2'17"92 |              |
| 33   | 5        | 8      | Chen Cheng              | Cina          | 2'19"83 |              |
| -    | 1        | 3      | Tsilavina Ramanantsoa   | Madagascar    | -       | squalificato |

### Semifinali
| Pos. | Corsia | Nome               | Nazione       | Tempo   | Note |
| ---- | ------ | ------------------ | ------------- | ------- | ---- |
| 1    | 4      | Michael Jamieson   | Gran Bretagna | 2'08"20 | Q,   |
| 2    | 5      | Ryō Tateishi       | Giappone      | 2'09"11 | Q    |
| 3    | 3      | Clark Burckle      | Stati Uniti   | 2'09"13 | Q    |
| 4    | 1      | Tales Cerdeira     | Brasile       | 2'09"77 |      |
| 5    | 6      | Giedrius Titenis   | Lituania      | 2'09"95 |      |
| 6    | 8      | Christian vom Lehn | Germania      | 2'10"50 |      |
| 7    | 2      | Glenn Snyders      | Nuova Zelanda | 2'11"14 |      |
| 8    | 7      | Laurent Carnol     | Lussemburgo   | 2'11"17 |      |

| Pos. | Corsia | Nome                | Nazione       | Tempo   | Note |
| ---- | ------ | ------------------- | ------------- | ------- | ---- |
| 1    | 4      | Dániel Gyurta       | Ungheria      | 2'08"32 | Q    |
| 2    | 5      | Andrew Willis       | Gran Bretagna | 2'08"47 | Q    |
| 3    | 6      | Scott Weltz         | Stati Uniti   | 2'08"99 | Q    |
| 4    | 3      | Kōsuke Kitajima     | Giappone      | 2'09"03 | Q    |
| 5    | 8      | Brenton Rickard     | Australia     | 2'09"31 | Q    |
| 6    | 2      | Vjačeslav Sin'kevič | Russia        | 2'09"90 |      |
| 7    | 7      | Marco Koch          | Germania      | 2'10"73 |      |
| 8    | 1      | Scott Dickens       | Canada        | 2'11"71 |      |

### Finale
| Pos. | Corsia | Nome             | Nazione       | Tempo   | Note            |
| ---- | ------ | ---------------- | ------------- | ------- | --------------- |
|      | 5      | Dániel Gyurta    | Ungheria      | 2'07"28 | Record mondiale |
|      | 4      | Michael Jamieson | Gran Bretagna | 2'07"43 |                 |
|      | 1      | Ryō Tateishi     | Giappone      | 2'08"29 |                 |
| 4    | 2      | Kōsuke Kitajima  | Giappone      | 2'08"35 |                 |
| 5    | 6      | Scott Weltz      | Stati Uniti   | 2'09"02 |                 |
| 6    | 7      | Clark Burckle    | Stati Uniti   | 2'09"25 |                 |
| 7    | 8      | Brenton Rickard  | Australia     | 2'09"28 |                 |
| 8    | 3      | Andrew Willis    | Gran Bretagna | 2'09"44 |                 |